# Potters Corner
Potters Corner – przysiółek w Anglii, w Kent. Leży 2,6 km od miasta Ashford, 20,4 km od miasta Canterbury, 26 km od miasta Maidstone i 76 km od Londynu. W 2015 miejscowość liczyła 610 mieszkańców.